# Auguste Boucher
Pour les articles homonymes, voir Boucher.
 Auguste Charles Joseph Boucher , né à Grand-Rosière-Hottomont, le 14 décembre 1853 et décédé à Thorembais-les-Béguines le 7 janvier 1918 fut un homme politique belge francophone libéral.
Il fut brasseur.
Il fut échevin de Thorembais-les-Béguines et membre du parlement,,.